# Caradrina flavirena
Caradrina flavirena är en fjärilsart som beskrevs av Achille Guenée, 1852. Caradrina flavirena ingår i släktet Caradrina och familjen nattflyn, Noctuidae. Två underarter finns listade i Catalogue of Life, Caradrina flavirena subdita Warren, 1912 och Caradrina flavirena zobeidah Boursin, 1937